# 博勞町站
博勞町站是日本鳥取縣米子市的火車站。屬於西日本旅客鐵道境線。在江户时代，许多从事牛马交易的博勞（當時的一種職業）曾经居住在这个地区，所以該地區被稱為博勞町。